# Roa, Burgos
Roa là một thành phố Tây Ban Nha và cộng đồng tự trị ở phía nam tỉnh Burgos. Nó có dân số là 2.334 người.